# Condylostylus ciliatus
Condylostylus ciliatus är en tvåvingeart som beskrevs av Octave Parent 1929. Condylostylus ciliatus ingår i släktet Condylostylus och familjen styltflugor.
Artens utbredningsområde är Guyana. Inga underarter finns listade i Catalogue of Life.